# Prins Karls Forland

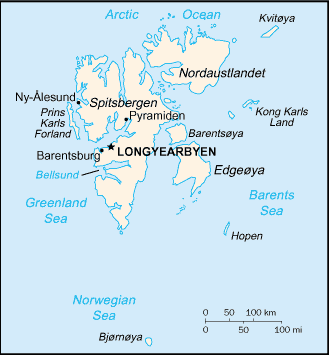

Prins Karls Forland (även kallad Forlandet) är en 85 kilometer lång och 5–11 kilometer bred ö i Svalbard. Den ligger väster om Oscar II Land på Spetsbergen och utgör den västligaste delen av Svalbard. Hela ön och sjön utgör sedan 1973 Forlandet nationalpark. Ön är uppkallad efter Karl I av England och har en area på cirka 604 km².

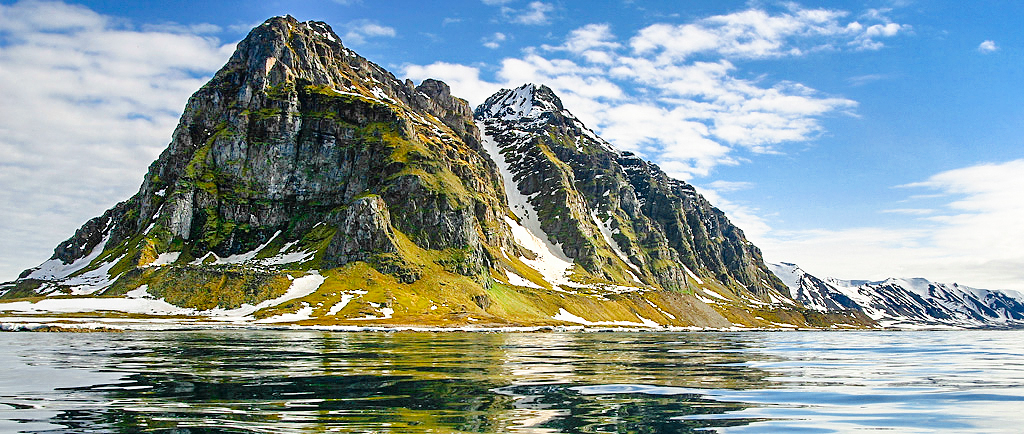
Nordspetsen på Prins Karls Forland

På Fuglehuken på nordspetsen av ön finns en radiofyr från 1947 som används för navigation av flygtrafik på arktiska rutter.
Världens nordligaste bestånd av knubbsäl finns på Prins Karls Forland. År 2010 uppgick beståndet till cirka 2 000 individer. Knubbsälen är rödlistad på Svalbard och får ej jagas.